# Wereldhave
Wereldhave N.V. ist eine niederländische, börsennotierte Aktiengesellschaft, die hauptsächlich in gewerbliche Immobilien investiert, beispielsweise Einkaufszentren und Bürogebäude.
Neben den Niederlanden und Belgien investierten sie in Frankreich, Großbritannien, Spanien, Finnland und den Vereinigten Staaten, meist in Einkaufszentren, in Frankreich (Paris) und Spanien (Madrid) in Bürogebäuden und in den Vereinigten Staaten (z. B. Washington D. C., Texas, San Diego) in Bürogebäuden und Wohnresidenzen. 2011 war die geographische Aufteilung des Investments rund 20 % in den Niederlanden, rund 24 % in den USA, rund 16 % in Finnland, rund 14 % in Belgien, 14,6 % in Großbritannien, 6,7 % in Frankreich und 4,7 % in Spanien. Vom Immobilieninvestment waren 57 % im Handelsbereich (Einkaufszentren u. a.) und 39 % Bürogebäude.
Sie sind in der Euronext Amsterdam gelistet.
Ende 2010 betrug ihr Gesamtinvestitionsumfang laut Jahresbericht 2,86 Milliarden Euro (440 Millionen mehr als im Vorjahr) und die Marktkapitalisierung 1,7 Milliarden Euro.
Da sie nach niederländischem Recht ein REIT (Real Estate Investment Trust) sind zahlen sie in den Niederlanden keine Unternehmenssteuern.

## Geschichte
Die Gesellschaft wurde 1930 gegründet und entwickelte zunächst Wohnimmobilien im Raum Rotterdam, expandierten aber ab den 1960er Jahren in andere Teile der Niederlande. 1975 folgte in Frankreich die erste ausländische Investition, gefolgt von Belgien 1976, der Bundesrepublik Deutschland 1977, Großbritannien 1978 und den USA ebenfalls 1978. 1988 übernahmen sie die Peachey Propertory Corporation Plc. in Großbritannien und investierten erstmals in Spanien. In Deutschland zog sich das Unternehmen in den 1990er Jahren zurück. 2002 erwarben sie die Itäkeskus Einkaufszentren in Finnland.
2013 verlegte das Unternehmen seinen Sitz von Den Haag nach Amsterdam, an den Flughafen Schiphol.